# Íþróttabandalag Akureyrar
L'Íþróttabandalag Akureyrar, noto come ÍBA Akureyri o solo ÍBA è stata una società polisportiva della città di Akureyri. Fondata nel 1928 dalla fusione delle due polisportive cittadine: Þór e KA.
La sezione calcistica della società ha vinto la coppa d'Islanda del 1969 e nei 20 massimi campionati islandesi a cui ha partecipato è giunta per tre volte terza (1966, 1967, 1968). Ha vinto per 4 volte inoltre la seconda divisione islandese (1955, 1959, 1964, 1972).
Nel 1974 la società si scinde ridando vita alle due società che l'hanno originata. Oggi è un'associazione che viene utilizzata per sviluppare lo sport nella regione di cui fanno parte numerose società sportive della zona.

## Palmarès

### Competizioni nazionali
- Coppa d'Islanda: 1

1969
- 1. deild karla: 4

1955, 1959, 1964, 1972

### Altri piazzamenti
- Campionato islandese:

Terzo posto: 1932, 1966, 1967, 1968
- Coppa d'Islanda:

Semifinalista: 1962, 1965
- Supercoppa d'Islanda:

Finalista: 1970
| Controllo di autorità | VIAF (EN) 1498152140021711100009 |